# Dariusz Dudek
Dariusz Dudek (* 8. April 1975 in Knurów, Polen) ist ein ehemaliger polnischer Fußballspieler.

## Vereinskarriere
Dudeks Karriere begann in seinem Heimatort bei Concordia Knurów. Über die Station Naprzód Rydułtowy, kam er 1998 zum damaligen Erstligaklub GKS Katowice. Hier debütierte er in der Ekstraklasa. Die Hinrunde der Saison 1999/2000 verbrachte er, allerdings mit wenig Erfolg, bei Widzew Łódź. Zur Rückrunde derselben Saison spielte er wieder für GKS Katowice. 2001 wechselte er zu Odra Wodzisław, wo er zwei Saisons lang Stammspieler war. Ende 2002 folgte der Wechsel zum polnischen Spitzenklub Legia Warschau. Bei Legia war Dariusz Dudek die ersten 2,5 Jahre Stammspieler und absoluter Leistungsträger. In der Saison 2004/2005 fiel Dudek in ein Formtief und wurde in die zweite Mannschaft Legias abgeschoben. Daraufhin wechselte er 2005 nach Tschechien zum FC Vítkovice. Zur nächsten Saison kehrte er nach Polen zu Odra Wodzisław zurück, wo er seitdem spielt.

## Trainerkarriere
Dudek war bisher nur Co-Trainer zweier Mannschaften. Vom Dezember 2009 bis Juni 2010 war er in  Diensten vom Erstligisten Odra Wodzisław Śląski. Aufgrund des Abstieges musste er jedoch seinen Posten räumen. Schon kurz darauf wurde er Co-Trainer beim Zweitligisten Piast Gliwice. Im Sommer 2012 stieg der Verein in die Ekstraklasa auf. In der Winterpause 2012/13 absolviert er zusammen mit dem Chef-Trainer Marcin Brosz ein zweiwöchiges Praktikum beim spanischen Erstligisten und Top-Klub Real Madrid.

## Wissenswertes
Dariusz Dudek ist der jüngere Bruder der polnischen Torwartlegende Jerzy Dudek.